# Joan Barry

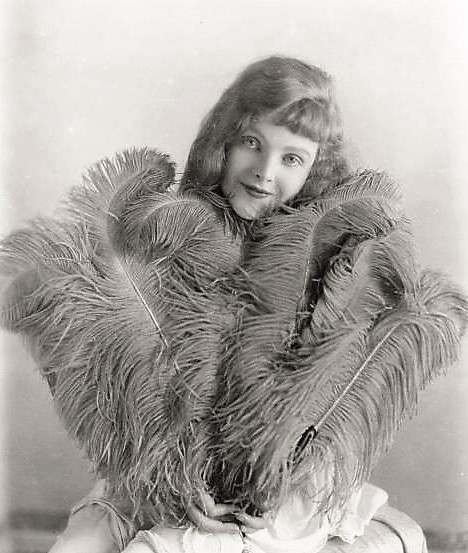
Joan Barry (1925) – britische Schauspielerin

Joan Barry, eigentlich Ina Florence Marshman Bell, (* 5. November 1903 in London; † 10. April 1989 in Marbella, Spanien) war eine britische Schauspielerin.

## Leben
Die nur 1,57 m große Joan Barry hatte erste kleinere Auftritte in Stummfilmen. 1929 synchronisierte sie die Stimme von Anny Ondra in Alfred Hitchcocks Film Erpressung. Sie ist damit die erste Synchronsprecherin der Filmgeschichte. Hitchcock besetzte sie 1931 in der weiblichen Hauptrolle seiner Komödie Endlich sind wir reich. Ihren letzten Film drehte sie 1932 und zog sich nach Heirat und Mutterschaft 1934 völlig aus dem Schauspielgeschäft zurück.

## Filmografie (Auswahl)
- 1922: The Card
- 1925: The Happy Ending
- 1929: Atlantik
- 1931: Endlich sind wir reich (Rich and Strange)
- 1932: Rom-Expreß (Rome Express)